# North Powder
North Powder es una ciudad ubicada en el condado de Union en el estado estadounidense de Oregón. En el año 2000 tenía una población de 489 habitantes y una densidad poblacional de 309 personas por km².

## Geografía
North Powder se encuentra ubicada en las coordenadas 45°1′48″N 117°55′15″O / 45.03000, -117.92083.

## Demografía
Según la Oficina del Censo en 2000 los ingresos medios por hogar en la localidad eran de $24 167, y los ingresos medios por familia eran $27 188. Los hombres tenían unos ingresos medios de $27 500 frente a los $19 063 para las mujeres. La renta per cápita para la localidad era de $11 231. Alrededor del 25,9% de la población estaban por debajo del umbral de pobreza.